# Pride Park Stadium
Das Pride Park Stadium (meist nur Pride Park genannt) ist ein Fußballstadion im Gewerbegebiet Pride Park am Rande des Stadtzentrums von Derby in England. Der Besitzer und Betreiber des Stadions ist der Fußballclub Derby County, der hier seine Heimspiele austrägt. Es bietet 33.597 Zuschauern Platz.

## Geschichte
Der Pride Park wurde 1997 fertiggestellt und ersetzte Derby Countys vorheriges Stadion, den Baseball Ground, der von 1894 an Heimat der Rams war. Es wurde offiziell am 18. Juli 1997 in Anwesenheit von Königin Elisabeth II. eröffnet; das erste Spiel war am 4. August 1997 ein Freundschaftsspiel gegen Sampdoria Genua, das Derby mit 0:1 verlor. Das erste Pflichtspiel war eine Partie gegen den FC Wimbledon, währenddessen das Flutlicht ausfiel und das Spiel abgebrochen werden musste.
Am 13. November 2013 wurde bekannt, dass Derby County die Namensrechte an dem Stadion an den Sportgetränke-Hersteller iPro Sport verkauft hat. Der Sponsorenvertrag hatte ursprünglich eine Laufzeit von zehn Jahren und brachte dem Verein sieben Millionen Pfund Sterling (8,3 Millionen Euro) ein. Die Sportstätte trug erstmals offiziell am 7. Dezember 2013 beim Spiel gegen den FC Blackpool den Namen iPro Stadium. Der Vertrag lief zum Ende des Jahres 2016 aus und wurde nicht verlängert. Danach erhielt das Stadion im Januar 2017 seinen ursprünglichen Namen zurück.

## Zuschauerzahlen
Bislang fand im Pride Park ein Länderspiel der englischen Nationalelf statt, ein Freundschaftsspiel gegen Mexiko, das England am 27. Mai 2001 mit 4:0 gewann. Dieses Spiel hält auch den Zuschauerrekord des Stadions mit 33.597 Zuschauern (ausverkauft). Die höchste Zuschauerzahl, die bislang ein Spiel von Derby County erreichte, ist 33.475 bei einem Freundschaftsspiel am 1. Mai 2006 gegen die Glasgow Rangers.
| Saison                                 | Zuschauerschnitt |
| -------------------------------------- | ---------------- |
| Premier League 1997/98                 | 29.105           |
| Premier League 1998/99                 | 29.195           |
| Premier League 1999/2000               | 29.351           |
| Premier League 2000/01                 | 28.551           |
| Premier League 2001/02                 | 29.816           |
| Football League First Division 2002/03 | 25.470           |
| Football League First Division 2003/04 | 22.330           |
| Football League Championship 2004/05   | 25.219           |
| Football League Championship 2005/06   | 24.166           |
| Football League Championship 2006/07   | 25.945           |
| Premier League 2007/08                 | 32.432           |
| Football League Championship 2008/09   | 29.445           |
| Football League Championship 2009/10   | 29.230           |
| Football League Championship 2010/11   | 26.023           |
| Football League Championship 2011/12   | 26.020           |
| Football League Championship 2012/13   | 23.228           |
| Football League Championship 2013/14   | 24.933           |
| Football League Championship 2014/15   | 29.232           |
| Football League Championship 2015/16   | 29.663           |

## Galerie

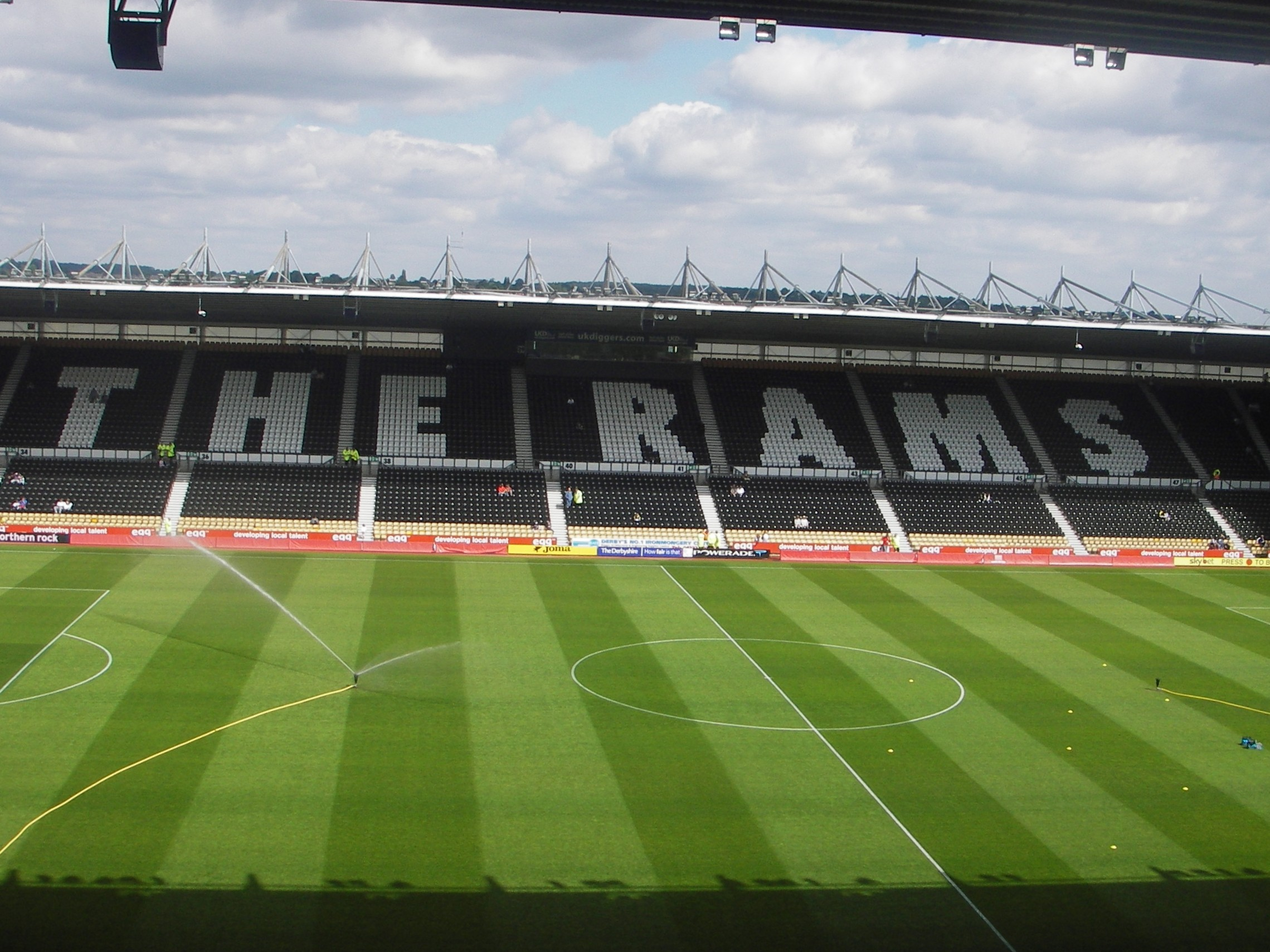
East Stand
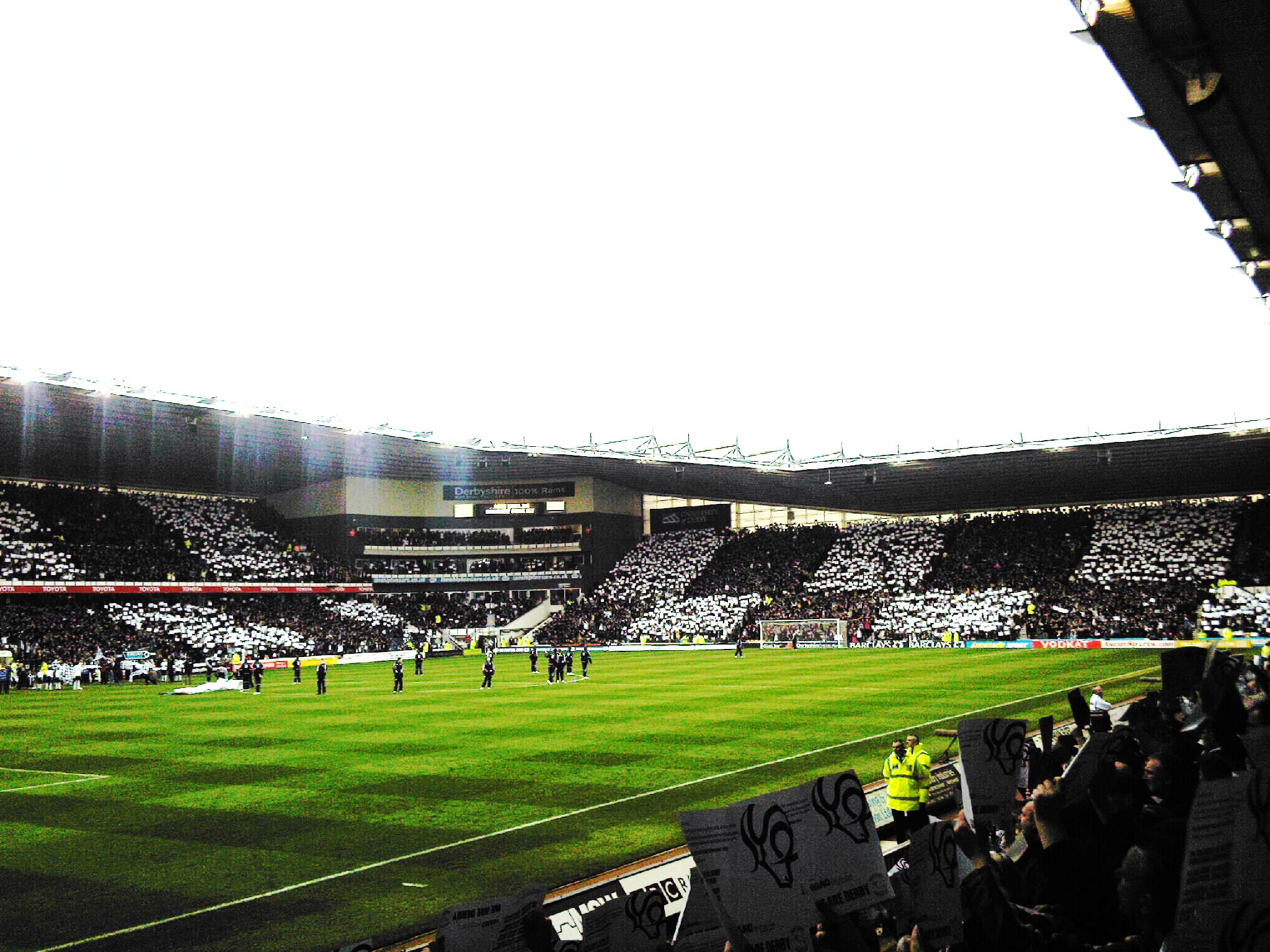
Spiel Derby County gegen Manchester United in der Premier League 2007/08
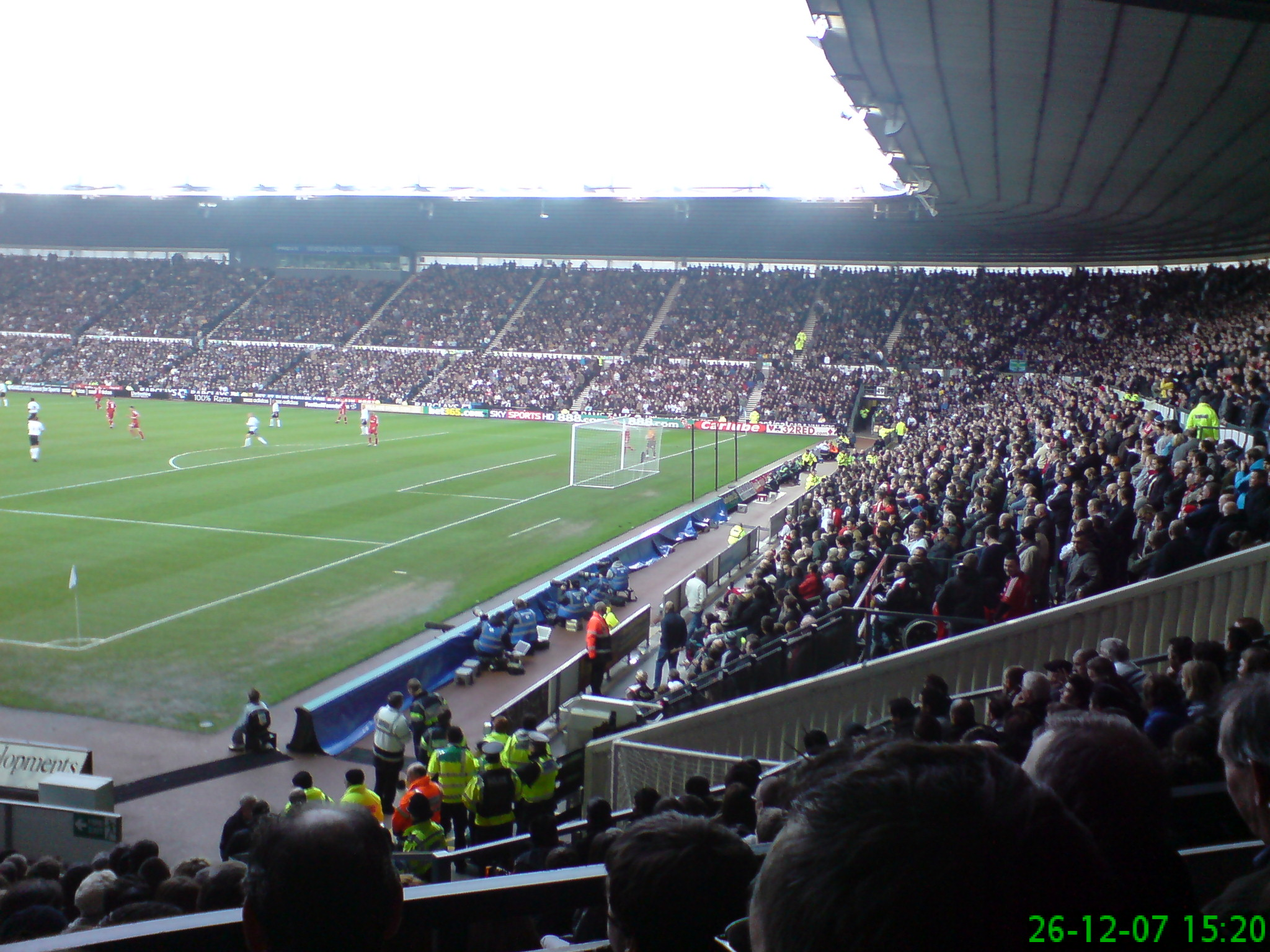
South Stand am Boxing Day 2007
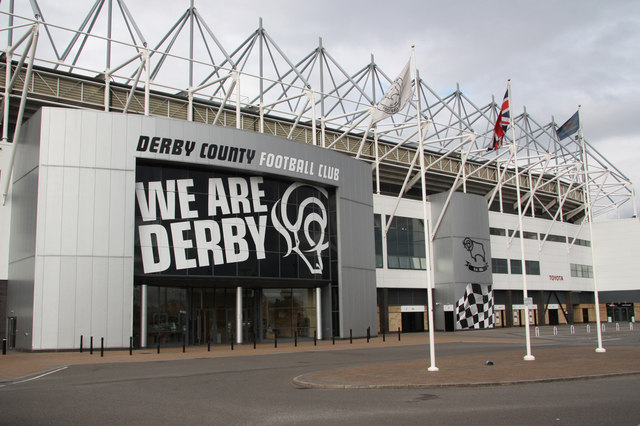
Pride Park 2010